# Highschool of the Dead
Highschool of the Dead (学園黙示録, Gakuen Mokushiroku, "Acadèmia de l'Apocalipsi") és un manga escrit per Daisuke Satō i il·lustrat per Shōji Satō. La història segueix a un grup d'estudiants d'institut atrapats enmig d'una apocalipsi zombi i un holocaust nuclear. Destaca per la seua càrrega eròtica.
La sèrie de còmic ha estat serialitzada en el Monthly Dragon Age de Fujimi Shobo des de setembre del 2006 i ha sigut publicada internacionalment en diversos idiomes. La versió anime va ser desenvolupada per Madhouse i va començar a emetre's en el Japó el 5 de juliol del 2010, compta amb un total de 12 capítols.

## Argument
El món ha estat exposat a una malaltia mortal que transforma els humans en zombis. Al Japó, diversos estudiants de l'institut Fujimi i la infermera escolar s'uneixen per a sobreviure a l'apocalipsi. La història segueix amb Takashi Komuro -un dels estudiants que va sobreviure al brot inicial- juntament amb alguns amics que intenten mantenir-se amb vida mentre que busquen als seus familiars.
D'altra banda la història també es desenvolupa al voltant d'una franctiradora que apareix en diversos episodis(anomenada Minami Rika), aliena al grup de Takashi i els seus companys, que tracten de sobreviure a aquesta apocalipsi.

## Personatges
- Takashi Komuro (小室 孝, Komuro Takashi)

amb la veu de Jun'ichi Suwabe.
Un estudiant de 17 anys de l'institut Fujimi, Takashi és a la mateixa classe que Rei, amb qui és amic des de petit. Sempre ha estat enamorat d'ella, que va prometre casar-se amb ell quan fossin nens. Tanmateix, a causa de la vacil·lació del nen cap a ell, Rei comença a sortir amb Hisashi, el millor amic d'en Takashi. Takashi al principi de la història es veurà obligat a matar Hisashi, que s'ha convertit en un zombi, per protegir Rei. Takashi guapo, intel·ligent i inventiu sempre acaba trobant una sortida a les situacions crítiques. En Takashi va ser dels primers a notar que alguna cosa greu estava passant a l'escola i a prendre una decisió ràpida per salvar els seus amics. A mesura que avança la història, els seus companys l'escolliran líder del grup mostrant grans qualitats. S'acostarà a Rei adonant-se que mai podrà deixar d'estimar-la, però també mostrant atracció cap a la Saeko Busujima. També podrà salvar una nena anomenada Alice, els pares de la qual van ser assassinats, i amb qui es farà molt proper. Al principi fa servir un bat de beisbol, després troba un Smith & Wesson Model 37 sobre un agent mort, més tard una palanca, un Ithaca 37 i finalment un Benelli M4.
- Rei Miyamoto (宮本 麗, Miyamoto Rei)

amb la veu de: Marina Inoue.
Companya de classe i amiga d'en Takashi des de la infància, la Rei sempre ha estat clarament enamorada de la seva amiga, però per castigar la seva timidesa va començar a sortir amb Hisashi, el millor amic del noi. A mesura que avança la història, en Takashi i en Rei s'aproparan cada cop més, reavivant la passió que bàsicament sempre ha existit entre ells. Malgrat el seu aspecte fràgil, Rei demostrarà ser una excel·lent lluitadora gràcies a l'ús del sōjutsu (tècnica de llança). Inicialment a la mateixa classe que Saeko, va ser rebutjada injustament, com a venjança contra el seu pare. Aquest últim, un policia, investigava un cas de corrupció que implicava el pare de Shido, un dels professors de la seva escola. Com a resultat final, Shido la va fer fracassar deliberadament. Rei, en conseqüència, no el suporta i per culpa d'ell el grup es separarà de Shido i els seus seguidors. Tot i que la Rei era la xicota d'Hisashi, els seus sentiments per en Takashi mai es van esvair. Com Saya, Rei s'irrita quan en Takashi està sol amb Saeko, tot i que només estan lluitant contra zombis. És una noia molt bonica, impulsiva i valenta que sovint no pot creure com ha canviat el món, sap molt bé que és la rival de la Saeko per les atencions d'en Takashi però encara la considera una companya i una amiga. Rei lluita amb una llança obtinguda d'una escombra i més tard utilitza un rifle M1A, una versió civil de l'M14.
- Saeko Busujima (毒島 冴子, Busujima Saeko)

amb la veu de: Miyuki Sawashiro.
Estudiant sènior i presidenta del club de kendo, la Saeko és una lluitadora experimentada i entrenada, així com un personatge reflexiu amb un fort sentiment d'orgull i un element molt important per al seu grup. Sembla que li agrada molt en Takashi, a qui li confessarà que té un plaer gairebé sexual en matar-los. No se sap gaire de la seva família, a part del fet que el pare de Saya, Souichirou Takagi, va ser entrenat en l'ús de l'espasa pel pare de Saeko. Com a agraïment, en Takagi li regala una espasa creada a l'armeria del general Murata durant l'era Meiji. Quatre anys abans de l'inici de la història, Saeko va ser atacada per un maníac, però ella, armada amb una espasa de fusta, va guanyar fàcilment, enfurismant-se severament sobre la víctima abans de l'arribada de la policia. Tot i que va ser innegablement una autodefensa, aquesta experiència va revelar les seves tendències sàdiques. Després d'explicar la seva història a Takashi, que la besarà admirada per la història, i després d'haver conegut un altre grup d'"ells", Saeko considerarà per un moment ser assassinada. Tanmateix, en Takashi l'aturarà revelant la seva admiració. Després d'aquest esdeveniment, ella acceptarà les seves tendències i lluitarà al seu costat. Saeko creu en la capacitat de Takashi per liderar el grup en les crisis. Saeko és una noia atenta i valenta, no parla sovint i manté la calma gairebé en totes les ocasions. Inicialment lluitarà amb una espasa de fusta (Bokken) més tard utilitzarà una katana.
- Saya Takagi (高城 沙耶, Takagi Saya)

amb la veu de: Eri Kitamura.
Filla d'un polític important i molt ric, Saya és una noia amb una gran intel·ligència i una marcada inventiva, a més d'un autoproclamat geni, malgrat això està força nerviosa i histèrica a més d'una gran covarda encara que es nega a admetre-ho. Sovint es mostra grollera amb els seus companys, però com ha demostrat en diverses ocasions no vol deixar morir cap d'ells i és molt estimat amb tothom. Intenta diverses vegades ajudar en combat, però la majoria de les vegades s'espanta i comença a plorar i acaba sent salvada, la majoria de vegades per Kota. El nen està perdut enamorat d'ella però la Saya sempre s'acaba enfadant-se amb ell encara que amb el temps l'acaba respectant molt i li està agraïda per totes les vegades que la va salvar, de fet els dos sovint es veuen junts. Ella és la primera a adonar-se que els no-morts són cecs i que només es guien pels sons. Té una relació conflictiva amb els seus pares, gent extremadament capaç, així que la Saya sempre intenta ser la millor per demostrar-se que és digna d'ells perquè està convençuda que gairebé no la consideren. Ella també, com en Rei, ha estat amiga des de fa molt temps d'en Takashi i ella també sembla tenir sentiments cap a ell, completament no corresposts. Saya actua com a figura materna de la petita Alice i farà tot el possible per mantenir la innocència de la petita inalterada renyant sovint en Kota quan comença a parlar d'armes amb ella. Mentre el grup encara estava atrapat a l'escola, Saya mata un "d'ells" amb un trepant. Més tard lluitarà amb una pistola Luger P08. Al manga l'aventura continuarà amb un MP5SFK trobat a la comissaria on el grup havia anat a buscar el pare de Rei.
- Kota Hirano (平野 コータ, Hirano Kōta)

amb la veu de: Nobuyuki Hiyama.
Kota és un otaku i expert en armes de foc i equipament militar, cosa que resultarà de gran ajuda per al grup. Sempre ha estat víctima del bullying i no tenia molts amics, per això es preocupa molt pel nou grup format, especialment en Takashi que es converteix en el seu millor amic. Està enamorat de Saya Takagi, però sovint és tractat amb força duresa, malgrat que la noia començarà a respectar-lo amb el pas del temps. En general, dona el millor des de llargues distàncies. La seva obsessió per les armes el va portar a entrenar durant un mes als EUA a Blackwater USA. Al principi de la història, la seva habilitat ajudarà a Saya a sobreviure a l'atac inicial. En Kota li agrada molt l'Alice i sovint se'l veurà jugant amb ella i sempre intentant protegir-la i no fer-li entendre com de despietada és la situació, tot i que sovint li acabarà explicant com de boniques i útils són les armes, acabant renyat per Saya. A més, quan el grup arriba a un centre comercial, el noi té enveja d'una policia de 18 anys, Asami Nakaoka. Entre tots dos sorgeix una atracció mútua, i quan el grup decideix escapar del centre comercial envaït per "ells", Asami decideix seguir en Kota. La policia, però, corre a rescatar un nen envoltada d'"ells", i es veu envoltada al seu torn. Per tant, Kota es veu obligada a disparar-li. El nen està traumatitzat i corre el risc de bogeria, excepte que la intervenció combinada de l'Arisu i el Doctor Shizuka el torna a la normalitat. Kota no sembla conèixer estils de combat a prop, però servirà de suport amb diferents armes de foc com un AR-10 (imitant l'SR25) i el Smith & Wesson Model 37 que li va donar Takashi. És un franctirador formidable, aconsegueix arribar al punt exacte que volia fins i tot a distàncies molt llargues i fins i tot en moviment, no vol deixar mai les armes perquè diu que gràcies a aquestes ara s'ha convertit en algú i que finalment ho ha fet. amics tot i que el consideren important no només per la seva habilitat amb les armes de foc. Quan comença a disparar, en Kota es converteix en una persona completament diferent i guanya tota la confiança en si mateix que abans no tenia. Kota Hirano és una caricatura del mangaka del mateix nom, autor de Hellsing.
- Shizuka Marikawa (鞠川 静香, Marikawa Shizuka)

amb la veu de: Yukari Fukui.
Infermera de l'institut Fujimi, Shizuka és una dona soltera de 26 anys amb pits grans que definitivament està indefensa davant la resta del grup. És l'única que té carnet de conduir, i per tant, pot utilitzar els mitjans de transport. Al principi de la història serà salvada per Saeko. Les seves abundants formes solen ser un interludi còmic de la història. El metge sovint demostra que és bastant ximple i ingènua però que té un bon cor i per això tots els nois s'hi enganxaran molt, tot i no poder fer res en combat. Shizuka és molt amiga de Rika Minami, una tiradora de precisió de l'Esquadra d'Assalt Especial Japonès. Com a infermera i l'única adulta del grup, és responsable de la salut de tots els altres i encara que segueix estudiant per a ser metgessa, els seus coneixements ja són notables. Com la Saya fa de mare de la petita Alice, però la seva és la part de la mare amorosa que consola el nen en els moments de desesperació i per això l'Alícia sovint dorm abraçada amb ella.
- Alice Maresato (希里ありす, Maresato Arisu)

amb la veu de: Ayana Taketatsu.
Nena de set anys rescatada per Takashi després que el seu pare i la seva mare fossin assassinats per zombis, després s'uneix al grup. Està molt lligada a Kota i el veu com el substitut del seu pare, sovint vist en companyia d'un gos petit que va rescatar anomenat Zeke. És molt innocent i bona i encara molt infantil i s'estima amb tots els seus companys, reafirmant diverses vegades les ganes de quedar-se amb tots ells.